# صفحه تراشیده نقش رستم
در غرب سنگ‌نگاره آناهیتا و نرسی، قسمت بزرگی از کوه به صورت صفحه‌ای مستطیلی، به طول ده متر و ارتفاع ۵ متر به منظور ایجاد نقش، تراشیده شده ولی تا سال ۱۸۲۱ هیچ اثری بر آن کنده نشده بود. شیوهٔ تراش این صفحه به صفحهٔ فرهادتراش در بیستون که آن هم ناتمام مانده، شباهت بسیار دارد. 

هر دوی این صفحات تراشیده شده را به خسرو پرویز منتسب کرده‌اند و احتمال می‌دهند که وی قصد داشته نقش بزرگی از تاجگذاری یا صحنهٔ پیروزی‌هایش بر رومیان را بر این صفحات نقش کند، ولی در پایان پادشاهی‌اش که از هراکلیوس، امپراتور بیزانس شکست خورد، دیگر تراشیدن نقوش مناسبتی نداشت و هر دو صحنه ناتمام باقی ماندند.

در سال ۱۸۲۱ میلادی، یکی از مالکان محلی دستور داد تا قبالهٔ ملک حاجی‌آباد را به نام او با خط فارسی نستعلیق در بیست و چهار سطر، در میان صفحهٔ تراشیده شده نقش کنند.